# Zinnoberkauz
Der Zinnoberkauz (Ninox ios) ist eine Eulenart aus der Gattung der Buschkäuze. Er lebt endemisch auf der indonesischen Insel Sulawesi.

## Merkmale
Ein einzelnes Exemplar hatte eine Länge von 22 Zentimeter und ein Gewicht von 78 Gramm. Das Gefieder ist weitgehend einfarbig rotbraun, nur die Schulterfedern haben einige dreieckige weißliche Flecken. Die Augen sind gelb, der Schnabel ist elfenbeinfarben. Die Beine sind kurz und dünn, die Zehen weißlich gelb mit schwachen hornfarbenen Krallen.

## Lebensweise
Über die im Bergwald lebende Art ist wenig bekannt. Der Holotyp wurde 1985 von Frank Rozendaal in 1120 Meter Höhe gesammelt, danach gab es wenige Sichtbeobachtungen. Die Stimme besteht aus trocken glucksenden Doppellauten, die in Serien mit steigender und fallender Tonhöhe gerufen werden.

## Verbreitung
Die Art ist auf ein kleines Gebiet im Norden Sulawesis beschränkt, das als Nationalpark Bogani Nani Wartabone ausgewiesen ist.